# Société française des asphaltes
 (janvier 2012).
Si vous disposez d'ouvrages ou d'articles de référence ou si vous connaissez des sites web de qualité traitant du thème abordé ici, merci de compléter l'article en donnant les références utiles à sa vérifiabilité et en les liant à la section « Notes et références ».
La Société française des asphaltes ou SFA, était une société publique d'exploitation de mines d'asphaltes implantée sur la commune de Saint-Jean-de-Maruéjols dans le département du Gard.

## Histoire

### Concessions de Saint-Jean-de-Maruéjols et du Rebesou (SFA) - Saint-Jean-de-Maruéjols-et-Avéjan
La concession de Saint-Jean-de-Maruéjols a été attribuée le 4 juin 1859 à trois associés. L'exploitation de l'asphalte se faisait sur des affleurements ou par des travers-bancs. En 1872, la concession fut reprise par la Société française des asphaltes (SFA) fondée par M. Vian. Elle fonça en 1896 le puits Bond profond de 54 m et le petit puits pour l'aérage. La SFA poursuivit les travaux en fonçant en 1908, au nord de la concession, le puits Vian, profond de 120 m et mis en service en 1910. La concession du Rebesou (du nom du ruisseau la traversant) fut quant à elle attribuée le 26 février 1908 à une société dont le siège se trouvait à Londres. Elle fit donc appel à la SFA pour l'exécution des travaux. Le gisement se compose dans ce secteur de plusieurs couches dont la puissance varie de 0,20 à 2 m. Le 30 décembre 1925, la SFA racheta la concession du Rebesou et abandonna la zone sans cesse noyée des puits Bond et Vian. Elle débuta alors en 1931 le fonçage du puits Goldney de l'autre côté de la route. Il fut terminé le 12 novembre 1932 et mis en service en 1936. Le puits Bond fut conservé pour assurer l'aérage. Le puits Goldney fut relié par un travers-bancs de 500 m au puits Berry, profond de 210 m et ouvert en 1935. Jusqu'à la fermeture en 2008, le puits Goldney assurait l'exploitation du gisement : extraction de l'asphalte, accès du personnel et du matériel. Le puits Berry servait de puits de secours et d'aérage.

### Concession de Foncouverte (SMAC) - Saint-Jean-de-Maruéjols-et-Avéjan
La concession de Foncouverte a été accordée le 11 août 1906 à la Société des mines d'asphaltes du Centre (SMAC) qui ouvrit trois chantiers. L'un d'entre eux, situé à l'est du village d'Avéjan, comprenait un grand plan incliné et le puits des Echelles qui servait pour le personnel. Fin 1907, plus au sud, fut foncé le puits Delamare, dans lesquels les ouvriers étaient en permanence confrontés à des venues d'eau. Il fut terminé en 1911, de même que de nombreux bâtiments comprenant : la recette, un triage, une chaudronnerie, des bureaux, la maison du directeur, des cités pour les ouvriers et une centrale électrique. L'abandon du puits Vian, dans la concession voisine de Saint-Jean-de-Maruéjols, accrut la venue d'eau au puits Delamare. Ne pouvant pas résoudre le problème, la société entreprit au printemps 1922 le fonçage du puits Alexandre, 500 m plus loin. Il fut mis en service en 1924. La société ne put étendre les galeries du puits Alexandre vers le nord en raison de la présence d'une source utilisée par les habitants. La pauvreté et l'épuisement du gisement eurent raison du puits Alexandre.
Le concessionnaire revint alors sur le carreau du puits Delamare, où, dans l'impossibilité de l'assécher, il débuta en 1925 le creusement du puits Oblique. Il s'agit d'une galerie de 268,40 m avec une pente de 45 °C, terminée en 1928. Le minerai était remonté par un chariot à deux niveaux circulant sur des rails. Pour aérer les travaux du plan incliné, il fut décidé de le mettre en relation avec le puits Alexandre, qui devait servir au retour d'air et à la sortie du minerai.
La SMAC cessa ses activités d'extraction de l'asphalte dans la région en 2002. Le chevalement du puits Alexandre fut démonté pour être installé au musée de la mine de Rochebelle à Alès et tous les autres bâtiments ont été détruits. Il subsiste néanmoins quelques bâtiments du puits Delamare, mais surtout ceux du puits Oblique à l'architecture caractéristique datant des années 1960. Ce site fait actuellement l'objet d'un projet de réhabilitation.